# Sääksmäki

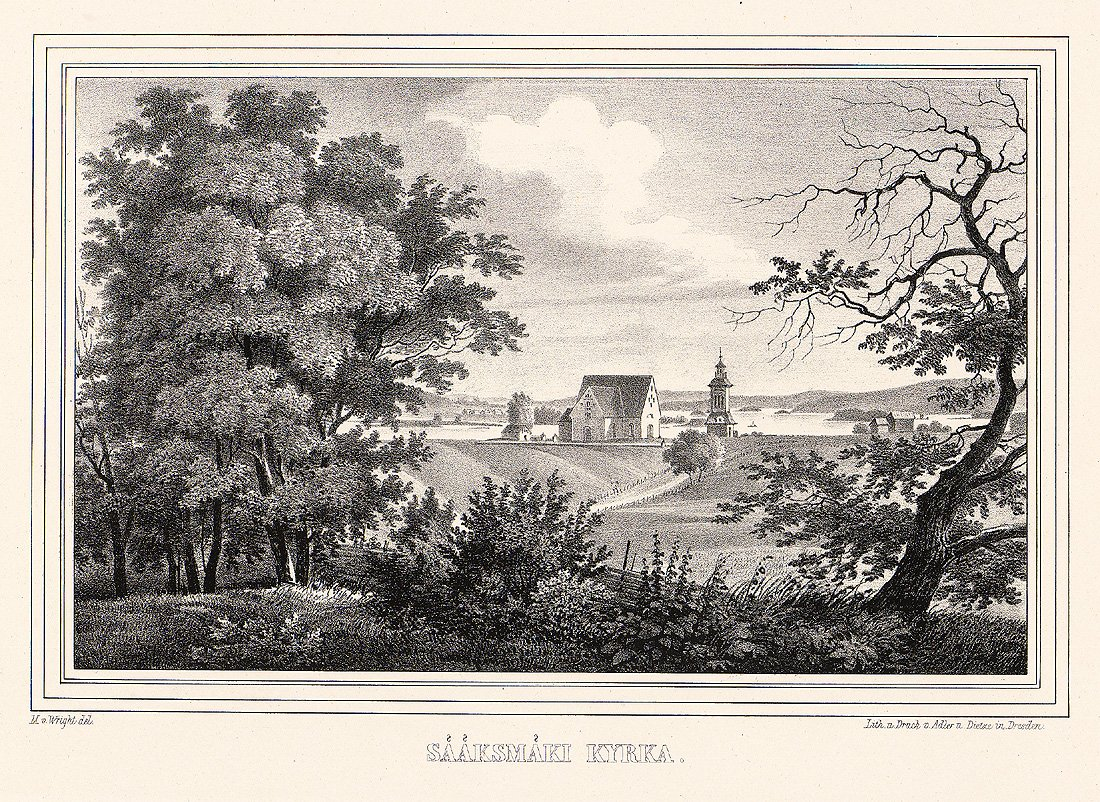
Sääksmäki kyrka, byggd omkring år 1500.

Sääksmäki är en tidigare kommun i Finland, sedan 1 januari 1973 del av Valkeakoski stad (som ursprungligen utvecklat sig från att ha varit Sääksmäkis kvarnby).
Ytan var 243,2 kvadratkilometer och kommunen beboddes av 7 275 människor med en befolkningstäthet av 29,9 per kvadratkilometer (1908-12-31).
Sääksmäki hör till de tidigast bebodda områdena i Tavastland. Där finns flera fornborgar, av vilka den i Rapola är en av Finlands största. Kring Rapola finns ett flertal järnåldersboställen, de äldsta cirka 2000 år gamla.
På 1200-talet hamnade bygden i korsdraget mellan Republiken Novgorod och skandinaviska intressen, men på 1300-talet slog kristendomen rot. Sääksmäki var under medeltiden den största socknen i Tavastland och omfattade ett område från Somero till Keuru. Sääksmäki härad nämns i krönikorna som Saxamaeke 1335.
Stenkyrkan byggdes mellan 1495 och 1505. Klockstapeln byggdes 1507, men förnyades 1766 efter ett blixtnedslag. Kyrkan renoverades grundligt 1924–1925, men bara tre år senare brann den nästan ned i en eldsvåda. I sin nuvarande form är den reparerad med vad som fanns kvar av det ursprungliga materialet i stort sett till sitt gamla utseende.